# Mallotus (plante)
Pour les articles homonymes, voir Mallotus.
Genre
Classification phylogénétique
Mallotus est un genre de plantes à fleurs de la famille des Euphorbiaceae. Deux espèces se rencontrent en Afrique tropicale et à Madagascar. Environ 140 espèces se rencontrent dans l'Est et le Sud-Est de l'Asie, depuis l'Indomalaisie jusqu'à la Nouvelle-Calédonie et les Fidji, et dans l'Est et l'Ouest de l'Australie.

## Synonymes
- Trewia L., Sp. Pl. 2: 1193 (1753).
- Canschi Adans., Fam. Pl. 2: 443 (1763).
- Copianthus Hill, Dec. Cur. Pl.: t. 1 (1773).
- Echinus Lour., Fl. Cochinch.: 633 (1790).
- Rottlera Willd., Gött. J. Naturwiss. 1: 7 (1797).
- Rottlera Roxb., Pl. Coromandel 2: 36 (1802).
- Adisca Blume, Bijdr. Fl. Ned. Ind.: 609 (1826).
- Lasipana Raf., Sylva Tellur.: 21 (1838).
- Adisa Steud., Nomencl. Bot., ed. 2, 1: 28 (1840).
- Plagianthera Rchb.f. & Zoll., Acta Soc. Regiae Sci. Indo-Neêrl. 1: 19 (1856).
- Stylanthus Rchb. & Zoll., Linnaea 28: 312 (1857).
- Axenfeldia Baill., Étude Euphorb.: 419 (1858).
- Coelodiscus Baill., Étude Euphorb.: 293 (1858).
- Echinocroton F.Muell., Fragm. 1: 31 (1858).
- Aconceveibum Miq., Fl. Ned. Ind. 1(2): 389 (1859).
- Coccoceras Miq., Fl. Ned. Ind., Eerste Bijv.: 455 (1861).
- Neotrewia Pax & K.Hoffm. in H.G.A.Engler (ed.), Pflanzenr., IV, 147, VII: 211 (1914).
- Octospermum Airy Shaw, Kew Bull. 19: 311 (1965).

## Liste d'espèces
- Mallotus apelta (Lour.) Müll.Arg.
- Mallotus japonicus (L.f.) Müll.Arg.
- Mallotus nepalensis Müll.Arg.
- Mallotus philippensis (Lam.) Müll.Arg.
- Mallotus repandus (Rottler ex Willd.) Müll.Arg.